# XThai
泰国新闻网是一家总部位于泰国曼谷的中文线上新闻平台。创立于2024年，注册发行人是xThai CCTV有限公司。

## 简介
泰国新闻网 xThai 的名称「x」象征「xcross」（连接）、新世代与未来性，而「thai」则代表其扎根泰国、连接东南亚各地的愿景。

## 沿革
2024年，随著网路资讯传播速度与效率不断提升，中国、泰国和缅甸三国间经贸往来日益重要。在此背景下，该集团成立了泰国新闻网。该平台以中文为核心，报导泰国本地、东南亚地区及国际新闻，并设有不同分区。

## 特点
网站支持多语言即时翻译功能，包括泰语、英语、日语、越南语等，以此為特色吸引海外讀者。

## 外部連結
- 泰国新闻网
- 泰国新闻网的X（前Twitter）帳戶
- 泰國新聞網的Telegram頻道